# Козлоголовий орел
Козлоголовий орел або довгоногий орел — у геральдиці складна геральдична тварина.

## Дизайн і блазонування
Як негеральдична фігура, фантастична тварина рідко зустрічається на гербі. Зображується так: голова козла розміщена на тулубі орла. Основний напрямок зору голови - геральдично праворуч, а положення тіла орла повторює зображення орла. До кольорової гами застосовуються різні геральдичні правила тинктурування.

## Використовувати

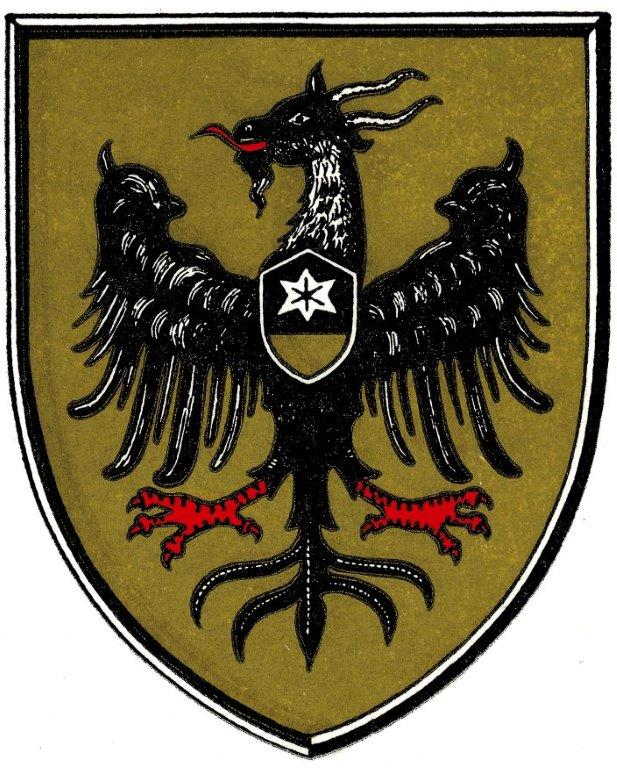
Нойкірхен (Гессен)
Швальмштадт
Гемюнден (Фельда)
Нойкірхен (Гессен)
Нідер-Гемюнден
Шварценборн (Гессен)
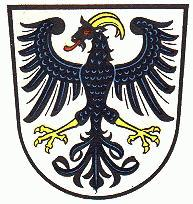
Район Цигенхайн (1821–1973)

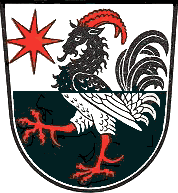
Цигенгайн

Оскільки місто Цигенгайн спочатку належало графам Цигенхайнам, на їхньому гербі немає орла-козла, а півень із головою козла. Форма, зображена в літературі для графів Цигенхайнів, — це орел із головою козла у звичайному зображенні орла та покритий нагрудником.